# El Yuyu
José Guerrero Roldán (Cádiz, 18 de septiembre de 1967), más conocido como El Yuyu, es un locutor de radio y autor de agrupaciones español del carnaval de Cádiz.

## Trayectoria profesional

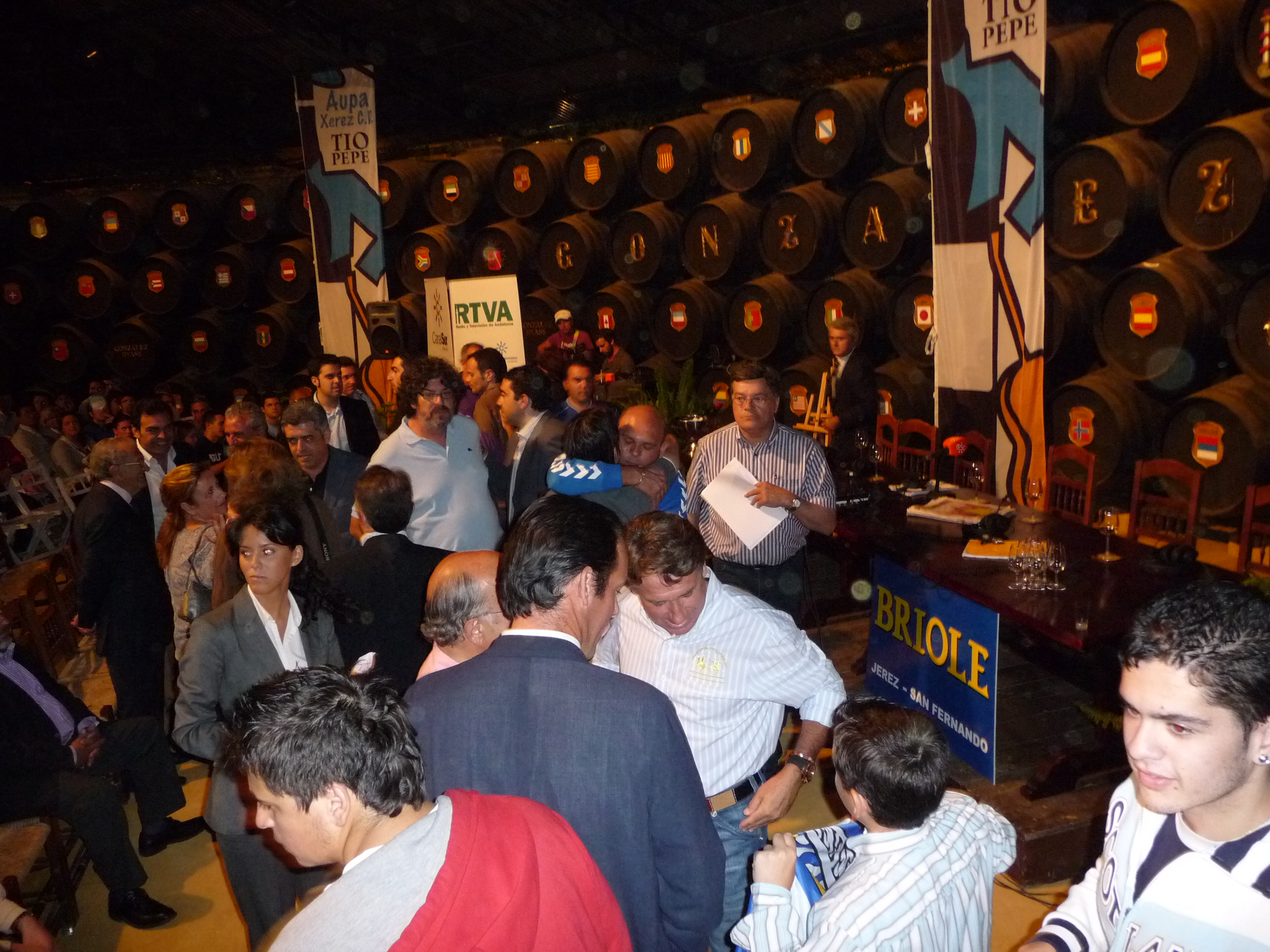
Yuyu en una grabación de El Pelotazo.

José Guerrero estudió Mecánica de Automoción, Relaciones Públicas y Magisterio (rama de Música). Comenzó su carrera en los medios de comunicación en 1990 en Canal Sur Radio, como colaborador del programa La Azotea, donde presentaba un espacio propio titulado El Sur que Punto. Más tarde trasladó este espacio a Canal Sur Televisión, al programa Jacaranda de Carmen Abenza. Para la televisión, ejerció también como guionista en los programas Mira que bueno y Hablemos claro.
Las mañanas de Irma de Irma Soriano, también de Canal Sur Radio, fue el siguiente programa de radio en el que colaboró. También hizo lo propio en un espacio humorístico en el programa deportivo de TV La Jugada. Ha participado como presentador y guionista en las retransmisiones del Carnaval de Cádiz desde el Gran Teatro Falla y en el programa Carnaval Sur.
Hasta su fichaje por la Cadena SER en abril de 2011, dirigió y copresentó durante diez años en Canal Sur Radio El Pelotazo, donde se dio a conocer a toda Andalucía y que le llevó a que José Ramón de la Morena se fijara en él, y en parte de su equipo, para contratarlo para los programas El Larguero y Carrusel Deportivo.
Posteriormente inició dos proyectos humorísticos radiofónicos: uno en Radio Sevilla de la SER y otro en Radiolé.
En la temporada 2018-2019 vuelve a Canal Sur Radio. Estando al mando del programa El Público y realizando parodias futbolísticas durante el programa, junto a sus antiguos compañeros, Luis Lara y Bienvenido Sena. Posteriormente, en la misma Cadena realiza un programa propio de humor: "El programa del Yuyu".

## En el carnaval de Cádiz
Su aportación al carnaval gaditano es bastante extensa. Se ha alzado con el primer premio en dos ocasiones y ha alcanzado la final en varias ediciones. Siempre ha participado en la modalidad de chirigotas, si exceptuamos las colaboraciones en los cuplés de las comparsas de Antonio Martín García Las Locuras de Martín Burton (2011) y Se acabó el cuento (2012). Además fue pregonero de la fiesta en 2006, realizando un pregón muy humorístico con la colaboración de su personaje El Chano de Cádiz. También ha hecho colaboraciones con la comparsa de Camas de David Aparicio, con la autoría de los cuplés.
Recibió el Premio Baluarte del Carnaval en 2011
En 2024 anuncia su vuelta al carnaval de Cádiz para el COAC 2025.

## Trayectoria carnavalesca
| Año  | Agrupación                                                               | Puesto |
| ---- | ------------------------------------------------------------------------ | ------ |
| 2025 | Los James Bond que da gloria verlos                                      | 3      |
| 2010 | Los emires por donde se mire                                             | 2Acc   |
| 2009 | Air con el carair, carair, carair. Las compañías aéreas que tiene mi Cai | 1Acc   |
| 2008 | Los monstruos de pueblo                                                  | 2      |
| 2007 | Los sayonara                                                             | SF     |
| 2006 | Los que no paran de rajar                                                | 2      |
| 2002 | Los que se vinieron de Leningrado porque no era de su agrado             | 2      |
| 2001 | Tampax Goyescas, comparsa fina y segura                                  | 1      |
| 2000 | Los roqueros de la puebla en concierto                                   | 2      |
| 1999 | Los rebañadores de ollas de menudo                                       | SF     |
| 1998 | Los arapahoe que joe                                                     | 2      |
| 1997 | De plaza en plaza                                                        | SF     |
| 1996 | Los bordes del área                                                      | 2      |
| 1995 | Los últimos en enterarse                                                 | 2      |
| 1994 | Antología de la Zarzuela de Cádiz                                        | SF     |
| 1992 | El que la lleva la entiende                                              | 1      |
| 1992 | El ballet zum zum malacatum po di pa hasta luego adiós                   | SF     |
| 1991 | Época Vergüenza                                                          | SF     |
| 1990 | Carnaval 2036: Piconeros galácticos                                      | 4      |
| 1989 | Los sanmolontropos verdes                                                | 3      |
| 1988 | Los gnomos metíos en manteca                                             | SF     |
| 1986 | Los ordeñadores personales                                               | Prelim |

SF=Semifinalista, Prelim=Preliminares
- Primeros Premios: 2
- Segundos Premios: 7
- Terceros Premios: 2
- Cuartos Premios: 2
- Quintos Premios: 1

## Libros
- El deporte según el Yuyu (2005, RD Editores).
- La venta del nabo, 2018[6]